# IC 4277
IC 4277 ist eine Spiralgalaxie vom Hubble-Typ S im Sternbild Jagdhunde am Nordsternhimmel.
Im selben Himmelsareal befinden sich u. a. die Galaxien NGC 5194, NGC 5195, IC 4278.
Das Objekt wurde am 10. Mai 1899 von James Edward Keeler entdeckt.